# Lijst van oorlogsmonumenten in Hilversum
De Nederlandse gemeente Hilversum heeft 24 oorlogsmonumenten. Hieronder een overzicht.
| Nr.                             | Object                                               | Herdachte groep                                                                                              | Ontwerper                                | Onthulling      | Type            | Locatie                              | Plaats                | Coördinaten                   | Foto                                                 |
| ------------------------------- | ---------------------------------------------------- | --- | ---------------------------------------- | --------------- | --------------- | ------------------------------------ | --------------------- | ----------------------------- | ---------------------------------------------------- |
| 191                             | Twee minuten stilte op de Noorderbegraafplaats       | algemeen | Hetty Noorman-Hogenhout                  |                 | beeld/sculptuur | Laan 1940-1945 2, 1222 NG            | Hilversum             | 52° 14' 24" NB, 5° 10' 38" OL | Twee minuten stilte op de Noorderbegraafplaats       |
| 1346                            | Monument voor Kik ten Boom                           | verzet Nederland                                                                                             |                                          |                 | gedenksteen     | Stroeslaan 8, 1211 NE                | Hilversum             | 52° 14' 32" NB, 5° 10' 30" OL | Monument voor Kik ten Boom                           |
| 1347                            | Monument aan de Gerardus Gullaan                     | algemeen |                                          |                 | boom            | Gerardus Gullaan, 1217 LM            | Hilversum             | 52° 13' 44" NB, 5° 10' 29" OL |                                                      |
| 1348                            | Monument aan de Laan van Vogelenzang                 | algemeen |                                          |                 | boom            | Laan van Vogelenzang, 1217 PG        | Hilversum             | 52° 13' 50" NB, 5° 9' 36" OL  |                                                      |
| 1350                            | Monument in het raadhuis                             | militairen in dienst van het Ned. Kon. 1940-1945, burgerslachtoffers, vervolgden Nederland, verzet Nederland |                                          |                 | plaquette       | Dudokpark 1, 1217 JE                 | Hilversum             | 52° 13' 47" NB, 5° 10' 11" OL | Monument in het raadhuis                             |
| 1351                            | Monument in het Dudokpark                            | algemeen |                                          |                 | gedenksteen     | Dudokpark, 1217 JE                   | Hilversum             | 52° 13' 43" NB, 5° 10' 13" OL | Monument in het Dudokpark                            |
| 1352                            | N.S.F. monument (2)                                  | verzet Nederland                                                                                             |                                          | 5 oktober 1946  | plaquette       | Anthony Fokkerstraat, 1223 ND        | Hilversum             | 52° 13' 24" NB, 5° 12' 5" OL  | N.S.F. monument (2)                                  |
| 1353                            | Indië-monument bij ingang Noorderbegraafplaats       | militairen in dienst van het Ned. Kon. na 1945, burgers voormalig Ned.-Indië                                 |                                          |                 | plaquette       | Laan 1940-1945, 1222 NG              | Hilversum             | 52° 14' 24" NB, 5° 10' 38" OL | Meer afbeeldingen                                    |
| 1356                            | Monument voor Harry Brautigam                        | verzet Nederland                                                                                             | Arie Teeuwisse                           |                 | reliëf          | Emmastraat, 1211 NE                  | Hilversum             | 52° 13' 12" NB, 5° 10' 51" OL |                                                      |
| 1357                            | N.S.F. monument (1)                                  | verzet Nederland                                                                                             |                                          |                 | plaquette       | Torenlaan                            | Hilversum             | 52° 13' 28" NB, 5° 10' 11" OL | N.S.F. monument (1)                                  |
| 1359                            | Mauthausen-monument                                  | vervolgden Nederland, verzet Nederland                                                                       |                                          | 4 mei 1970      | gedenksteen     | Oude Torenstraat, 1211 BV            | Hilversum             | 52° 13' 29" NB, 5° 10' 15" OL | Meer afbeeldingen                                    |
| 1360                            | Monument voor David Lopes Dias                       | verzet Nederland                                                                                             | Cor van Kralingen (1955)                 |                 | beeld/sculptuur | Lopes Diaslaan, 1222 BV              | Hilversum             | 52° 14' 30" NB, 5° 10' 48" OL |                                                      |
| 1361                            | Joods monument                                       | vervolgden Nederland                                                                                         |                                          | 1947            | gedenksteen     | Gijsbrecht van Amstelstraat, 1213 CG | Hilversum             | 52° 12' 57" NB, 5° 10' 8" OL  |                                                      |
| 1362                            | HSV Wasmeer monument                                 | burgerslachtoffers                                                                                           |                                          |                 | zuil            | Minckelersstraat 207, 1223 LE        | Hilversum             | 52° 13' 17" NB, 5° 12' 27" OL | HSV Wasmeer monument                                 |
| 1363                            | Monument in de Bavinckschool                         | burgerslachtoffers, verzet Nederland                                                                         |                                          |                 | plaquette       | De Bosdrift, 1214 JS                 | Hilversum             | 52° 12' 45" NB, 5° 9' 51" OL  |                                                      |
| 1364                            | Monument 'Het Nieuwe Lyceum'                         | burgerslachtoffers                                                                                           |                                          |                 | plaquette       | Oude Torenstraat, 1211BV             | Hilversum             | 52° 13' 29" NB, 5° 10' 15" OL | Monument 'Het Nieuwe Lyceum'                         |
| 1365                            | Monument in het Comenius College                     | burgerslachtoffers                                                                                           |                                          |                 | plaquette       | Bisonlaan, 1217 GH                   | Hilversum             | 52° 14' 5" NB, 5° 8' 46" OL   |                                                      |
| 1367                            | Verzetsmonument                                      | verzet Nederland                                                                                             | prof. Vincent Pieter Semeyn Esser (1914) |                 | beeld/sculptuur | Boomberglaan, 1217 RM                | Hilversum             | 52° 13' 31" NB, 5° 9' 58" OL  | Verzetsmonument                                      |
| 1368                            | Monument in de International School Alberdingk Thijm | militairen in dienst van het Ned. Kon. 1940-1945 en na 1945, burgerslachtoffers                              | Lambert Simon                            | 4 november 1946 | overig          | Emmastraat 56, 1213 AL               | Hilversum             | 52° 13' 8" NB, 5° 10' 56" OL  | Monument in de International School Alberdingk Thijm |
| 2627                            | Monument bij de Dudoktribune                         | burgerslachtoffers                                                                                           | Colin de Rover (1953)                    | 23 oktober 1997 | gedenksteen     | Arena 103, 1213 NZ                   | Hilversum             | 52° 12' 44" NB, 5° 11' 60" OL | Monument bij de Dudoktribune                         |
| 3676                            | Gedenkkruis voor verzetsmensen op de Bussumerheide   | verzet Nederland                                                                                             |                                          |                 | kruis           | 1222                                 | Bussumerheide         | 52° 15' 49" NB, 5° 11' 22" OL | Meer afbeeldingen                                    |
|                                 | Oorlogsgraven van het Gemenebest                     | geallieerde militairen                                                                                       |                                          |                 | grafmonument    |                                      | Noorder begraafplaats | 52° 14' 22" NB, 5° 10' 46" OL | Oorlogsgraven van het Gemenebest                     |
|                                 | Stolpersteine                                        | vervolgden Nederland                                                                                         | Gunter Demnig                            |                 | reliëf          |                                      | Hilversum             |                               | Meer afbeeldingen                                    |
| Dit oorlogsmonument op Wikidata | Rudelsheimmonument                                   | vervolgden Nederland                                                                                         | Marloes Eerden                           | 2 mei 2018      | beeld/sculptuur | Rossinilaan                          | Hilversum             | 52° 14' 23" NB, 5° 9' 32" OL  | Rudelsheimmonument                                   |

Aalsmeer ·
Alkmaar ·
Amstelveen ·
Amsterdam ·
Bergen ·
Beverwijk ·
Blaricum ·
Bloemendaal ·
Castricum ·
Den Helder ·
Diemen ·
Dijk en Waard ·
Drechterland ·
Edam-Volendam ·
Enkhuizen ·
Gooise Meren ·
Haarlem ·
Haarlemmermeer ·
Heemskerk ·
Heemstede ·
Heiloo ·
Hilversum ·
Hollands Kroon ·
Hoorn ·
Huizen ·
Koggenland ·
Landsmeer ·
Laren ·
Medemblik ·
Oostzaan ·
Opmeer ·
Ouder-Amstel ·
Purmerend ·
Schagen ·
Stede Broec ·
Texel ·
Uitgeest ·
Uithoorn ·
Velsen ·
Waterland ·
Weesp ·
Wijdemeren ·
Wormerland ·
Zaanstad ·
Zandvoort